# Snøgg Fotball
Lo Snøgg Fotball è una società calcistica norvegese con sede nella città di Notodden. Milita nella 7. divisjon, ottavo livello del campionato norvegese. Il club disputò diverse stagioni nella massima divisione nazionale, nella Norgesserien e nella Hovedserien.

## Storia
Lo Snøgg venne fondato nel 1905, anno in cui la squadra giocò anche la sua prima partita.